# Apple Studio Display
Het Apple Studio Display is een flatscreen dat ontworpen, gefabriceerd en verkocht wordt door Apple Inc. Het werd in maart 2022 geïntroduceerd, samen met de Mac Studio. Het scherm wordt aangeboden op de consumentenmarkt en is gepositioneerd onder het Apple Pro Display XDR, dat bedoeld is voor professionele gebruikers.

## Ontwerp
Het Studio Display is het eerste consumentendisplay van Apple sinds de stopzetting van het Apple Thunderbolt Display in 2016. In de tussentijd werkte Apple samen met LG om de UltraFine-schermen te ontwerpen.
Het Studio Display is voorzien van een 27 inch (68,5 cm) 5K LED-backlit paneel met een resolutie van 5120×2880 pixels. Het scherm bevat ook een systeem met zes luidsprekers met woofers die surroundsound en Dolby Atmos ondersteunen en een batterij van drie microfoons die "Hey Siri" ondersteunt. Het scherm heeft een Thunderbolt 3-poort en drie USB-C-poorten.

## Ondersteuning
Het Studio Display is compatibel met alle Macs die over Thunderbolt 3 of Thunderbolt 4 beschikken en macOS 12 Monterey of recenter draaien:
- MacBook Pro (2016 of recenter)
- MacBook Air (2018 of recenter)
- Mac Mini (2018 of recenter)
- iMac (2017 of recenter)
- iMac Pro (2017)
- Mac Pro (2019 of recenter)
- Mac Studio (2022 of recenter)

Andere systemen die DisplayPort ondersteunen, inclusief Windows-gebaseerde systemen, kunnen het beeldscherm, de luidsprekers en de webcam aansturen, maar alleen ondersteunde Macs hebben toegang tot de meer geavanceerde functies van het Studio Display.
Het Studio Display is ook compatibel met enkele iPads die iPadOS 15.4 of recenter draaien:
- iPad Pro (derde generatie of recenter)
- iPad Air (vijfde generatie of recenter)